# 恐れを知らぬ川上音二郎一座
『恐れを知らぬ川上音二郎一座 The Fearless Otojiro's Company』（おそれをしらぬかわかみおとじろういちざ ザ・フィアレス・オトジロウズ・カンパニー）は、2007年に上演された三谷幸喜作の舞台。

## 概要
明治時代に実在した型破りな演劇人・川上音二郎を題材に、彼の妻で日本の「女優」第一号となった貞奴との夫婦愛や劇団員たちとの奮闘を描いた喜劇・群像劇。
芸術座（2005年3月閉館）の跡地に完成したシアタークリエの杮落とし作品として、作者である三谷自身の演出により、2007年11月7日から2007年12月30日まで初演された。三谷は本作により、2007年度第7回朝日舞台芸術賞・秋元松代賞（『コンフィダント・絆』の作・演出も含む）を受賞した。

## あらすじ
明治32年、俳優兼演出家兼プロデューサー兼劇団主宰者の川上音二郎は、妻の貞奴や劇団員を連れてアメリカ巡業の旅に出るが、言葉の通じない異国では弁護士が売り上げを持ち逃げしたり、俳優がストライキを起こしたりするなど悪戦苦闘の連続であった。だが、ある日、その苦難の巡業の中でたどり着いたボストンの街で音二郎は、イギリスの名優ヘンリー・アーヴィング（Henry Irving）が演じる『ヴェニスの商人』の大入り満員の客席を目にする。そして、彼らはたった一晩の稽古で、日本版『ヴェニスの商人』をでっち上げてしまい、外国人の観客を相手にデタラメな台詞で芝居をし、言葉に詰まったら「スチャラカポコポコ」で切り抜けるような無茶な公演を行う。

## 初演

### 劇場・期日
- シアタークリエ、2007年11月7日から2007年12月30日

### キャスト
- 川上音二郎：ユースケ・サンタマリア
- 川上貞：常盤貴子
- 津田山蔵人（女形役者）：浅野和之
- 飯尾床音：今井朋彦
- 伊藤カメ（津軽弁を話す付き人）：堀内敬子
- 大野熊吉：阿南健治
- 助川タエ（一座の経理）：戸田恵子
- 小村寿太郎（芝居好きな駐米公使）：小林隆
- ホイットモア夫人（音二郎のパトロン）：瀬戸カトリーヌ
- 野口精一：新納慎也
- 綿引哲人：小原雅人
- 伊達実（座付き作家）：堺雅人
- 甲本与之助（一座の番頭）：堺正章

### スタッフ
- 作・演出：三谷幸喜
- 美術：堀尾幸男
- 照明：服部基
- 衣装：黒須はな子
- 音響：井上正弘
- ヘアーメイク：河村陽子
- 舞台監督：松坂哲生
- 邦楽：杵屋五七郎
- 邦楽作曲：鳥羽屋長秀
- 作曲：萩野清子
- プロデューサー：小林香、小嶋麻倫子
- スーパーヴァイザー：宮崎紀夫